# Estación Migues
Estación Migues es una localidad uruguaya, del departamento de Canelones, y forma parte del municipio canario de Migues.

## Ubicación
La localidad se encuentra situada en la zona este del departamento de Canelones, al sur del arroyo del Tigre, sobre la ruta 80 en su cruce con la línea de ferrocarril Montevideo-Minas. Dista 5 km de la localidad de Migues y 10 km de la localidad de Montes.

## Población
Según el censo de 2011, la localidad contaba con una población de 144 habitantes.
| 281           | 223 | 245 | 223 | 195 | 144 |
| (Fuente: INE) |     |     |     |     |     |